# Noriaki Kasai
Noriaki Kasai (japanska: 葛西 紀明), född 6 juni 1972 i Shimokawa, Kamikawa subprefektur, på ön Hokkaido, är en japansk backhoppare som tävlar för Tsuchiya Home Ski Team (japanska: 土屋ホームスキー部, Tsuchiya hōmu sukī-bu). Han debuterade i VM-sammanhang 1989 och har fram till 2014 deltagit i 23 världscupsäsonger. Han har ett flertal VM- och OS-medaljer, individuellt och i lagtävlingen, och i Tysk-österrikiska backhopparveckan har han blivit tvåa vid två tillfällen. 1992 vann Kasai VM i skidflygning, och januari 2014 (= 22 år senare) blev han i österrikiska Bad Mitterndorf den äldste att vinna en världscuptävling i backhoppning.

## Biografi

### Bakgrund och världscupen
Noriaki Kasai började med backhoppning vid sex års ålder. Hans internationella debut kom i Världsmästerskapen 1989 i Lahtis.
Kasai debuterade i Världscupen i Thunder Bay 3 december 1989. Han hade efter säsongen 2010/2011 439 starter i Världscupen. Det är hittills rekord i antal världscuptävlingar för en backhoppare. Han har till och med 2013/2014 tävlat i 23 säsonger av backhoppningsvärldscupen. Kasai har 15 segrar i individuella tävlingar i världscupen, första gången i skidflygningsmästerskapen (som också räknades i världscupen) i Harrachov 22 mars 1992, senaste gången i Park City, Utah 28 februari 2004. Sammanlagt i världscupen är hans bästa placering tredje plats säsongerna 1992/93 och 1998/99. Noriaki Kasai har sju gånger varit bland de tio bästa i den totala världscupen.

### Världsmästerskap
Noriaki Kasai har två silvermedaljer från VM, båda i laghoppning. I VM i Ramsau am Dachstein 1999 var japanska laget (Noriaki Kasai, Hideharu Miyahira, Masahiko Harada och Kazuyoshi Funaki) bara 1,9 poäng bakom segrarna Tyskland. I VM i Val di Fiemme 2003 vann Österrike klart före Japan och Norge. Kasai har också fem bronsmedaljer från VM. Det inkluderar två bronsmedaljer från VM i Val di Fiemme 2003, från de båda individuella tävlingarna i stora backen och normalbacken. Så har han en bronsmedalj i laghoppning från VM på hemmaplan i Sapporo 2007 (efter Österrike och Norge) och en bronsmedalj i laghoppningen i VM i Liberec 2009 (igen efter Österrike och Norge). Dessutom ingick han i det japanska lag som vid 2015 års VM nådde tredje plats i mixedlagtävlingen i normalbacke.
I skidflygning har Noriaki Kasai vunnit ett världsmästerskap, i Harrachov 1992. Kasai vann före Andreas Goldberger, Österrike och Roberto Cecon från Italien. Hans längsta hopp hittills (2012) i karriären är 224 meter, i Planica 2010. 

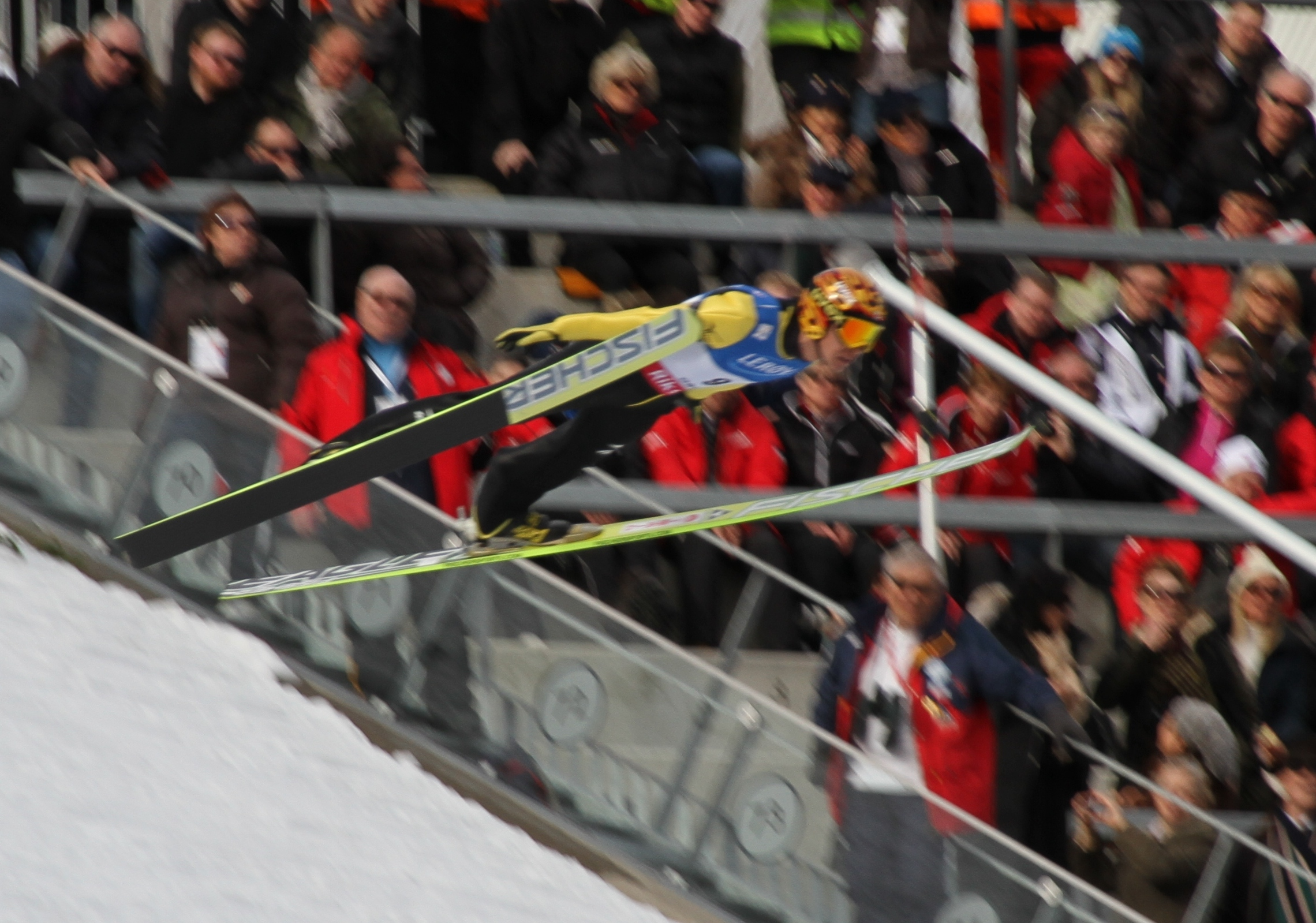
Kasai vid tävlingen i Holmenkollen 2012, i sin karakteristiska, utbredda V-stil.

### OS, backhopparveckan och Holmenkollen
Tillsammans med det japanska backhoppningslaget tog han en silvermedalj i Olympiska vinterspelen 1994 i Lillehammer. I OS 1998 på hemmaplan i Nagano tappade han platsen i laget till Takanobu Okabe; Japan vann där guldmedaljen i lagtävlingen. I OS 2010 i Vancouver (hans sjätte OS) fick han en sjuttonde plats i normalbacken. I OS 2014 vann han 42 år gammal ett individuellt silver i den stora backen – 20 år efter hans förra OS-medalj, det i lag vid OS 1994.
Kasai har två andraplatser sammanlagt i Tysk-österrikiska backhopparveckan (1992/1993 och 1998/1999). Han har vunnit tävlingen i Holmenkollen en gång (1999).

### Rekord
Med sitt deltagande i VM i Val di Fiemme 2013, blev Noriaki Kasai den enda idrottare som deltagit i alla de tre världsmästerskapen där: 1991, 2003 och 2013.
Kasai vann 11 februari 2014 världscuptävlingen i österrikiska skidflygningsbacken Kulm (Bad Mitterndorf). Därmed blev han den äldste vinnaren av en världscuptävling i backhoppning, vid en ålder av 41 år och 219 dagar. Det tidigare rekordet hade landslagskollegan Takanobu Okabe, som 10 mars 2009 som 38-åring vann tävlingen i Kuopio. I tävlingen i Kulm 11 februari 2014 deltog Okabe (som fortfarande är den äldste att ta sig till huvudtävlingen i ett världscupevenemang) i kvaltävlingen, där han på sin 35:e-plats dock blev utslagen från fortsatt tävlande. Kasai klarade i 570 världcuptävlingar kvalgränsen (stånd: 16 januari 2024) vad som är flest bland alla backhoppare.
Vid skid-VM 2015 (se ovan) deltog Kasai i det tredjeplacerade japanska mixedlaget. Han var vid tillfället 42 år och 261 dagar, vilket gjorde honom till alla tiders äldsta skid-VM-medaljör. Detta rekord slogs dock vid Världsmästerskapen i Oberstdorf 2021 där Riitta-Liisa Roponen vid 42 år och 302 dagars ålder tog bronsmedalj. Dock är Kasai fortsatt äldsta medaljören i backhoppningsdisciplinerna.